# Armand Augustine Maurer
Armand Augustine Maurer CSB (* 21. Januar 1915 in Rochester (New York); † 22. März 2008 in Toronto) war ein US-amerikanischer Theologe.

## Leben
Nach seinem Abschluss an der University of Toronto im Jahr 1938 trat er 1940 in das Noviziat der Basiliuspriester ein und legte am 12. September 1941 seine Profess ab. James Charles McGuigan weihte ihn am 15. August 1945 zum Priester. Nach dem Doktorat 1947 an der University of Toronto wurde er 1949 an das Pontifical Institute of Mediaeval Studies berufen. Er lehrte Philosophie am St. Michaels’ College und am Graduate Department of Philosophy der University of Toronto. 1954 erhielt er ein Guggenheim-Stipendium, um seine Forschungen zur mittelalterlichen Philosophie fortzusetzen. 1966 wurde er zum Fellow der Royal Society of Canada gewählt.

## Schriften (Auswahl)
- Medieval Philosophy. New York 1962.
- The setting of the Summa theologiae of Saint Thomas. Toronto 1982.
- Being and knowing. Studies in Thomas Aquinas and later medieval philosophers. Toronto 1990, ISBN 0-88844-810-4.
- The philosophy of William of Ockham in the light of its principles. Toronto 1999, ISBN 0-88844-133-9.